# Память о Петре I
Первый российский император Пётр Великий стал объектом благоговейного культа в основанных им городе Санкт-Петербурге и Российской империи. Восхваление Петра, человека в частной жизни весьма неприхотливого, началось практически сразу после его смерти и продолжалось вне зависимости от смены политических режимов в России. Имя Петра получили города Петроград, Петродворец, Петрокрепость, Петрозаводск; в честь него также названы крупные географические объекты — остров Петра I и залив Петра Великого.

## Петровские места

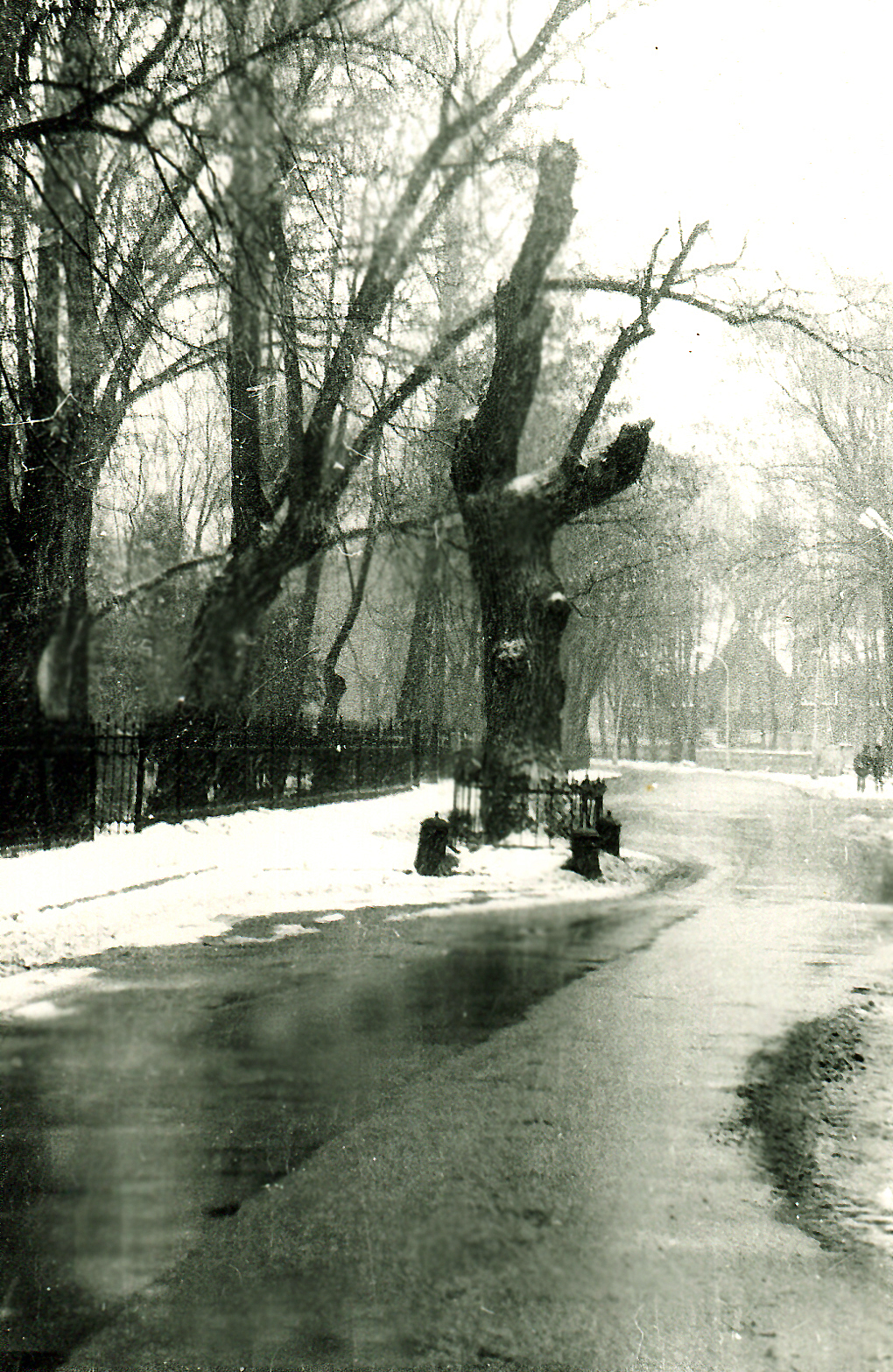
Дуб Петра Великого

С жизнью и деятельностью Петра связаны, в первую очередь, следующие места:
- Домики Петра I
- Летний дворец Петра I
- Зимний дворец Петра I
- Петропавловская крепость
- Петергоф
- Кронштадт
- Стрельна
- Кадриорг (Таллин, б. Ревель)
- Дворец Петра I (Рига)

В память о морском сражении со шведами («при Калинкиной») император велел заложить пригородные дворцы:
- Подзорный дворец (для Петра I),
- Анненгоф (для Анны Петровны),
- Екатерингофский дворец (для Екатерины I).

До конца XX века на Каменном острове сохранялся дуб, по преданию посаженный лично Петром. На месте его последнего подвига у Лахты тоже находилась сосна с памятной надписью. Теперь на её месте высажена новая.

## Памятники
Первый памятник Петру велела воздвигнуть Екатерина II, не связанная с ним узами кровного родства, но претендовавшая на идеологическое правопреемство. Это самый известный памятник Петру — Медный всадник на берегу Невы в Петербурге (скульптор Фальконе). Изготовление и возведение технически сложного монумента заняло более 10 лет.
Скульптура Петра работы Б. К. Растрелли была создана ранее Медного всадника, но установлена перед Михайловским замком позднее.
Колоссальный по размерам памятник Петру (самый большой из всех) был установлен в 1997 году в Москве на Москве-реке, скульптор Зураб Церетели.
Обо всех прочих памятниках см. статью Памятники Петру I. 

## Топонимы
Именем Петра названы города Петрозаводск и Петродворец.
Остров Петра I в Антарктике, Петровский остров в Воронеже и в Санкт-Петербурге.
Горы Петра Великого (остров Новая Гвинея; названы Н. Н. Миклухо-Маклаем; в настоящее время русское название на карты не наносится).

### Площади
- Площадь Петра I в Астрахани и Махачкале.
- Петровская площадь в Выборге. Ранее такое же название носила Сенатская площадь в Санкт-Петербурге.
- Площадь Петра Великого в Липецке и в Санкт-Петербурге.

### Улицы и проспекты
- Улица Царя Петра в Амстердаме[нидерл.], Зандаме и Маастрихте.
- Улицы Петра Великого во Владивостоке, Губкине, Париже[фр.], Томске, Сосновом Бору. Ранее такое же название носила Дворянская улица в Одессе.
- Петровская улица в Воронеже, Выборге и Таганроге. Ранее такое же название носила улица Феоктистова в Воронеже и улица Вознесенский Яр в Киеве.
- Улица Петра Первого в Гагарине и Дербенте.
- Проспект Петра Первого в Махачкале.
- Петровский проезд в Липецке.
- Петровский переулок в Ломоносове.
- Czar Street в Лондоне, в районе Дептфорд.

### Набережные
- Петровская набережная в Астрахани, Воронеже, Выборге, Санкт-Петербурге и Сестрорецке.
- Набережная Петра Великого в Калининграде.

### Парки, сады, бульвары и скверы
- Петровский парк в Выборге
- Петровский бульвар в Мурине.
- Петровский сквер в Воронеже и в Петрозаводске; сквер Петра I в Саратове.
- Петровский сад в Петрозаводске.

## Учебные учреждения
- Военная академия РВСН имени Петра Великого в Балашихе
- Воронежский государственный аграрный университет имени императора Петра I
- Московский городской детский морской центр имени Петра Великого
- Первая Европейская гимназия Петра Великого в Нагорном
- Петровский колледж в Санкт-Петербурге
- Санкт-Петербургский политехнический университет Петра Великого
- Морской корпус Петра Великого — Санкт-Петербургский военно-морской институт

## Медицинские учреждения
- Больница Петра Великого в Санкт-Петербурге

## Аэропорты
- В 2019 году имя Петра I присвоено международному аэропорту Воронеж.

## Корабли
- Именем Петра Великого назван самый большой в мире действующий неавианесущий ударный боевой корабль — тяжёлый атомный ракетный крейсер «Пётр Великий», входящий в состав Северного флота России.

## Музеи
- Музей антропологии и этнографии имени Петра Великого Российской академии наук

## Премии и медали
- Премия имени императора Петра Великого «за лучшие учебные руководства и пособия для средних и низших учебных заведений и за книги для народного чтения» — учреждена в память 200-летия со дня рождения Петра I в 1873 году.
- Национальная общественная премия имени Петра Великого — учреждена в 1999 году Фондом «Лучшие менеджеры» (с 2005 года НП «Содружество менеджеров новой эпохи») как высшая общественная награда Российской Федерации в сфере управления.
- Премия Правительства Российской Федерации имени Петра Великого — Учреждена 26.08.2020 в связи с предстоящим 350-летием со дня рождения Петра Великого (в 2022 г.). Премия будет присуждаться один раз в пять лет начиная с 2022 года за укрепление России (в экономике, науке, просвещении, транспорте, правовом обеспечении…) и её международного авторитета.[4] Учреждение Премии приурочено к 350-летию со дня рождения императора, которое будет отмечаться в 2022 году.
- Меда́ль «300 лет Росси́йскому фло́ту» — юбилейная медаль Российской Федерации учреждённая Указом Президента Российской Федерации от 10 февраля 1996 года № 176.
- Меда́ль «В па́мять 300-ле́тия Санкт-Петербу́рга» — юбилейная медаль Российской Федерации учреждённая Указом Президента Российской Федерации от 19 февраля 2003 года № 210.

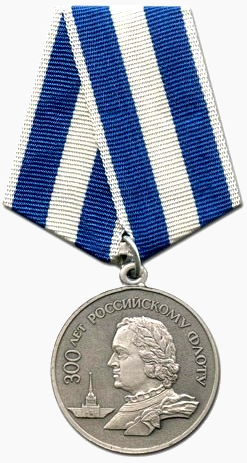
Юбилейная медаль «300 лет Российскому флоту».
Медаль «В память 300-летия Санкт-Петербурга».

## Художественный образ Петра

### В литературе
- Михаил Ломоносов: «Пётр Великий (Петриада)» — неоконченная эпическая поэма.
- Александр Пушкин: поэмы «Полтава» и «Медный всадник», роман «Арап Петра Великого».
- Пётр Фурман: «Саардамский плотник» — повесть для детей (1849).
- Дмитрий Мережковский: трилогия «Христос и Антихрист», роман «Пётр и Алексей».
- Юрий Тынянов: «Восковая персона» — повесть, описывает последние дни жизни Петра I, ярко характеризует эпоху и ближайшее окружение императора[5].
- Александр Волков: «Два брата» — повесть, описывает жизнь различных слоёв общества при Петре и отношение Петра к ним.
- Алексей Николаевич Толстой: роман «Пётр Первый» (1945).
- Юрий Герман: роман «Россия молодая» (1952)
- Борис Чичибабин: «Проклятие Петру» (1972)
- Фридрих Горенштейн: «Царь Пётр и Алексей» (драма).
- Даниил Гранин: «Вечера с Петром Великим» (2003)
- Анатолий Брусникин: «Девятный Спас» — историко-приключенческий роман (2007)

### В кино
| Год       | Страна             | Название                               | Режиссёр                           | Пётр Первый                               | Комментарий                                |
| --------- | ------------------ | -------------------------------------- | ---------------------------------- | ----------------------------------------- | ------------------------------------------ |
| 1910      | Российская империя | Пётр Великий                           | Кай Ганзен Василий Гончаров        | Пётр Воинов                               |                                            |
| 1913      | США                | Московский оружейник                   | Джордж Лесси                       | Чарльз Огл                                |                                            |
| 1918      | РСФСР              | Царевич Алексей                        | Юрий Желябужский                   | Леонид Леонидов                           |                                            |
| 1937 1938 | СССР               | Пётр Первый                            | Владимир Петров                    | Николай Симонов                           |                                            |
| 1943      | СССР               | Давид-Бек                              | Амо Бек-Назарян В. Бадалян         | Владимир Ершов                            |                                            |
| 1962      | СССР               | Цветок на камне                        | Сергей Параджанов                  | Анатолий Соловьёв                         |                                            |
| 1970      | СССР               | Баллада о Беринге и его друзьях        | Юрий Швырёв                        | Роман Ткачук                              |                                            |
| 1972      | СССР               | Табачный капитан                       | Игорь Усов                         | Владлен Давыдов                           |                                            |
| 1973      | СССР               | Дмитрий Кантемир                       | Владимир Иовицэ Виталий Калашников | Александр Лазарев                         |                                            |
| 1976      | СССР               | Сказ про то, как царь Пётр арапа женил | Александр Митта                    | Алексей Петренко                          |                                            |
| 1980      | СССР · ГДР         | Юность Петра                           | Сергей Герасимов                   | Дмитрий Золотухин                         |                                            |
| 1980      | СССР · ГДР         | В начале славных дел                   | Сергей Герасимов                   | Дмитрий Золотухин                         |                                            |
| 1981      | СССР · ГДР         | Россия молодая                         | Илья Гурин                         | Дмитрий Золотухин                         | Телевизионный фильм по роману Юрия Германа |
| 1983      | СССР               | Демидовы                               | Ярополк Лапшин                     | Александр Лазарев                         |                                            |
| 1986      | СССР               | Тайный посол                           | Халмамед Какабаев                  | Александр Лазарев                         |                                            |
| 1986      | СССР · США         | Пётр Великий                           | Марвин Чомски Лоуренс Шиллер       | Грехем Макграт Ян Никлас Максимилиан Шелл | Телесериал                                 |
| 1986      | Великобритания     | Россия                                 |                                    | Евгений Тиличеев                          | Телесериал                                 |
| 1986      | СССР               | Михайло Ломоносов                      | Александр Прошкин                  | Дмитрий Диджиокас                         |                                            |
| 1997      | Россия             | Царевич Алексей                        | Виталий Мельников                  | Виктор Степанов                           |                                            |
| 2000      | Россия             | Тайны дворцовых переворотов            | Светлана Дружинина                 | Николай Караченцов                        |                                            |
| 2001      | Украина            | Молитва о гетмане Мазепе               | Юрий Ильенко                       | Вячеслав Довженко                         |                                            |
| 2001      | Россия             | Русский ковчег                         | Александр Сокуров                  | Максим Сергеев                            |                                            |
| 2003      | Великобритания     | Пётр в раю                             | Мэри Мак-Мюррей                    | Рори МакКанн                              |                                            |
| 2004      | Россия             | Черный принц                           | Анатолий Иванов                    | Юрий Цурило                               |                                            |
| 2006      | США                | Engineering an Empire                  |                                    | Ричард Дэвис                              |                                            |
| 2007      | Россия             | Слуга государев                        | Олег Рясков                        | Андрей Сухов                              |                                            |
| 2011      | Россия             | Пётр Первый. Завещание                 | Владимир Бортко                    | Александр Балуев                          |                                            |
| 2011      |                    | Пётр Первый. Великий                   |                                    | Макс Брэндон                              |                                            |
| 2013      | Россия             | Романовы                               | Максим Беспалый                    | Артур Иванов                              | Телесериал                                 |
| 2017      | Россия             | Жили-были мы                           | Анна Чернакова                     | Сергей Походаев                           |                                            |
| 2019      | Россия             | Тобол                                  | Игорь Зайцев                       | Дмитрий Дюжев                             |                                            |

### В мультипликации
- «Шут Балакирев»
- «Пётр и Петруша» (цикл «Гора Самоцветов»)

### В музыке
- «Пётр Великий» (Pierre le Grand, 1790) — опера Андре Гретри
- «Юность Петра Великого» (Das Petermännchen, 1794) — опера Йозефа Вайгля
- «Царь-плотник, или Достоинство женщины» (1814) — зингшпиль К. А. Лихтенштейна
- «Пётр Великий, царь русский, или Ливонский плотник» (Pietro il Grande zar di tutte le Russie or Il falegname di Livonia, 1819) — опера Гаэтано Доницетти
- «Саардамский бургомистр» (Il borgomastro di Saardam, 1827) — опера Гаэтано Доницетти
- «Царь и плотник» (Zar und Zimmermann, 1837) — оперетта Альберта Лорцинга
- «Северная звезда» (L'étoile du nord, 1854) — опера Джакомо Мейербера
- «Табачный капитан» (1942) — оперетта В. В. Щербачёва
- «Пётр I» (1975) — опера Андрея Петрова

В 1937-38 гг. Михаил Булгаков и Борис Асафьев работали над либретто оперы «Пётр Великий», которая так и осталась нереализованным проектом (либретто опубликовано в 1988 году).

### В комиксах
В 1992 году вышел комикс сценариста Б. Караджева и художника И. Вышинского «Пётр Великий», в котором используется стиль гравюр петровских времён и произведений «мирискусников».

### На деньгах
|  |  |  |
|  |  |  |

На монетах
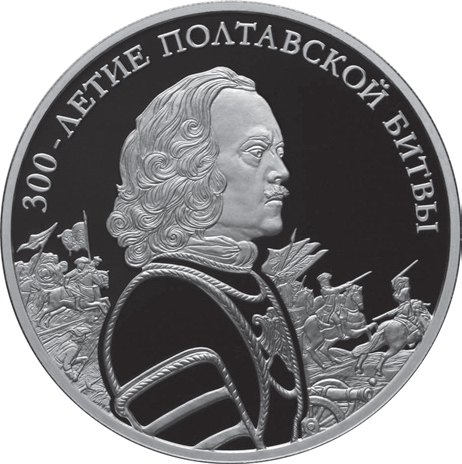
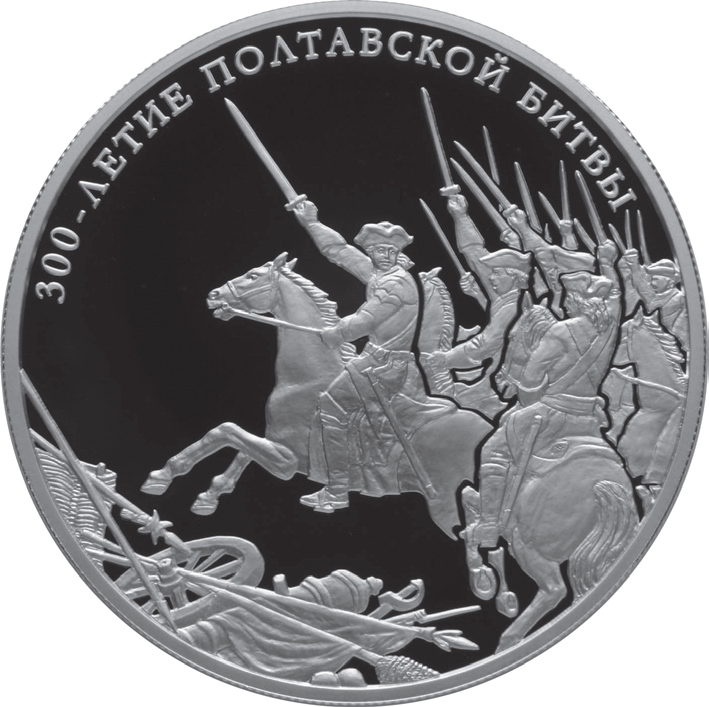
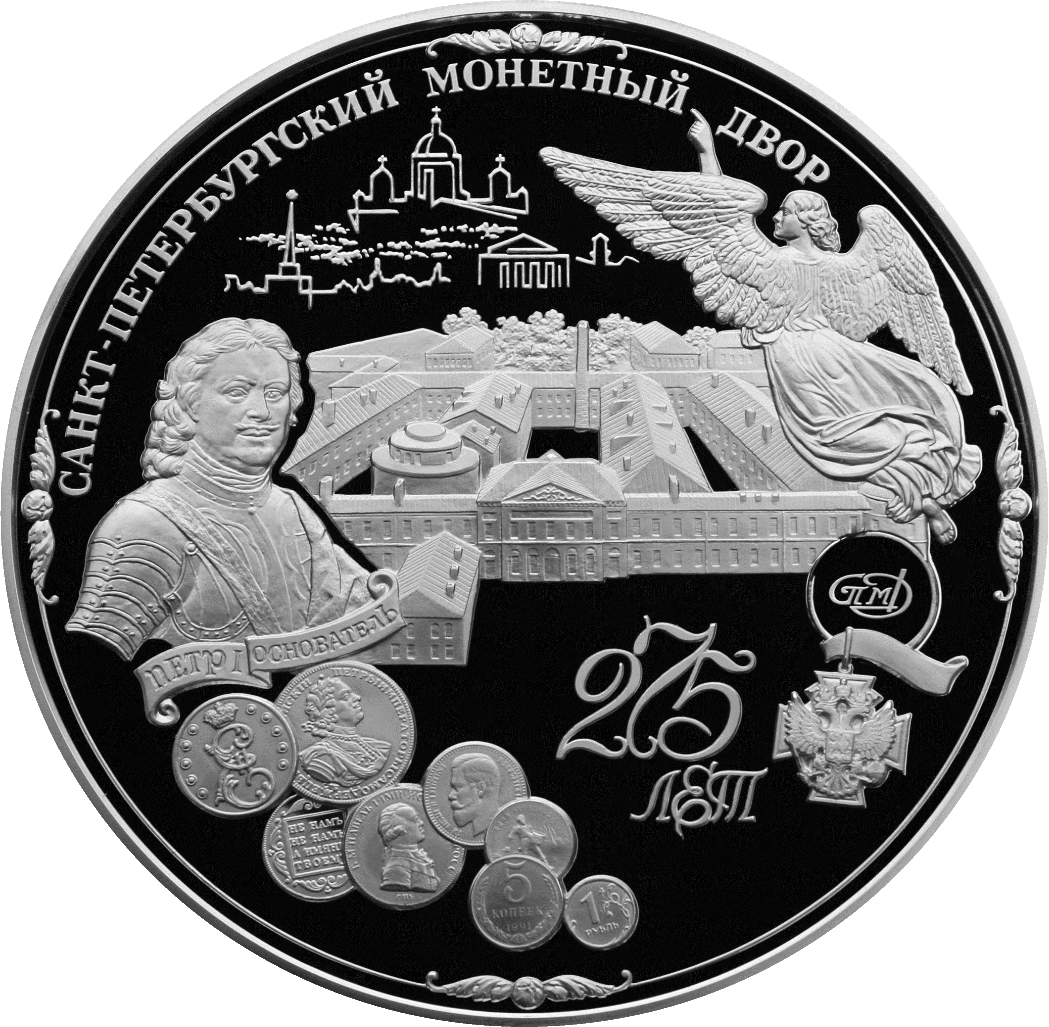
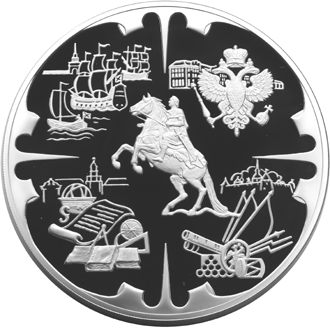
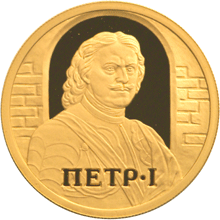
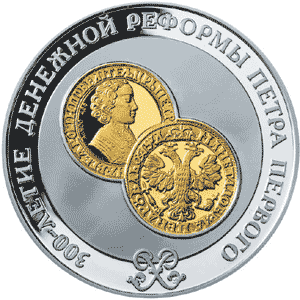
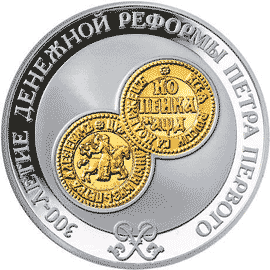
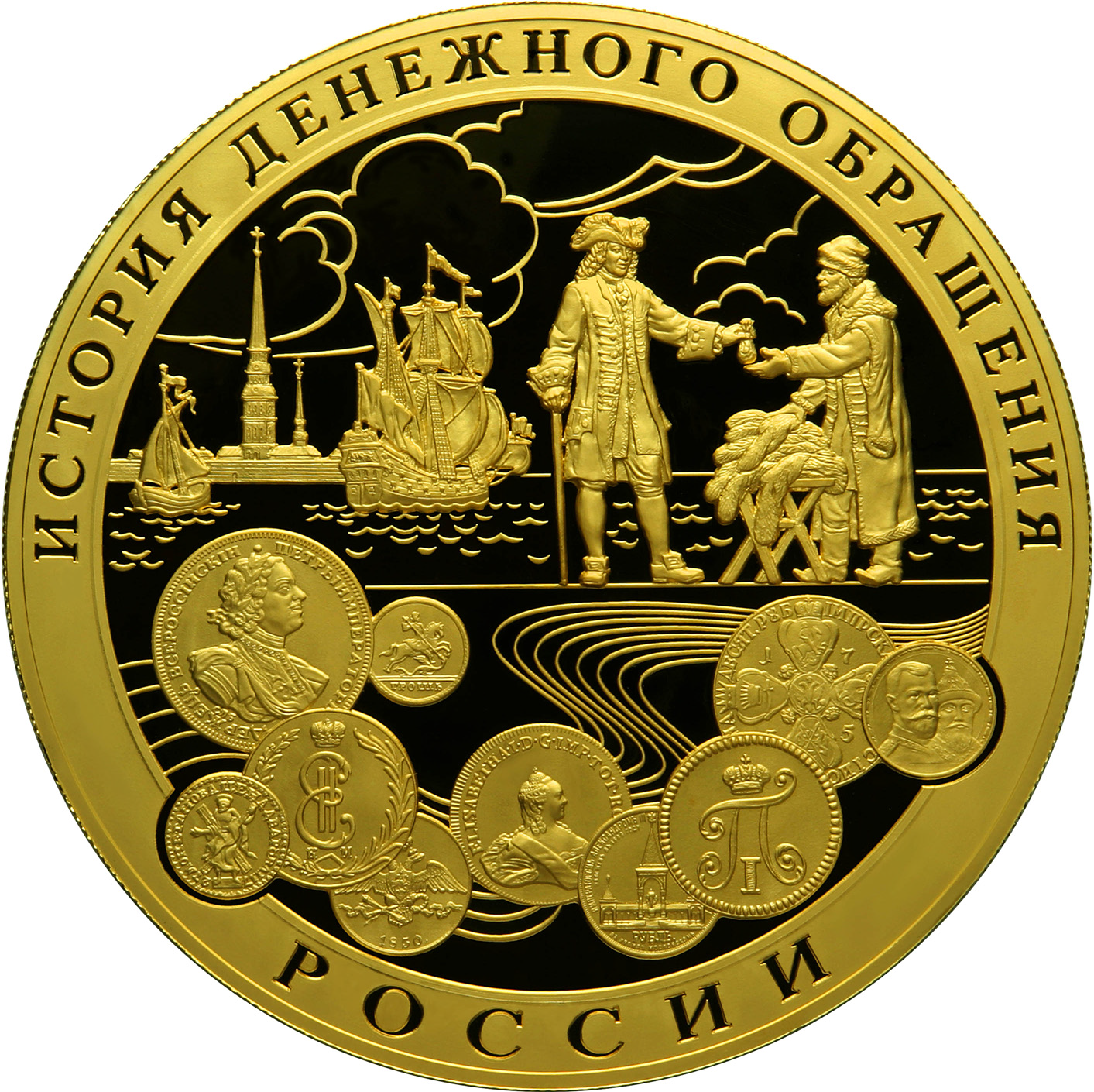
Монета Банка России, 2009 г. — Историческая серия: "История денежного обращения России". 25.000 рублей, реверс. 3 кг. чистого золота.
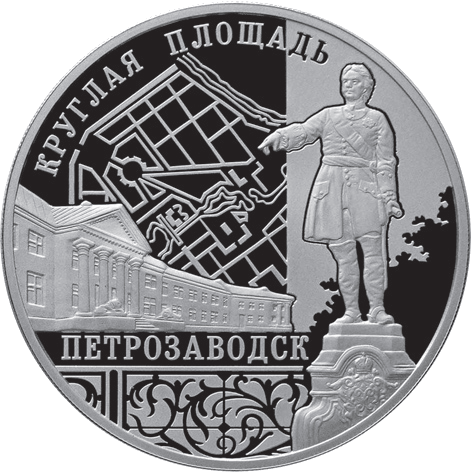
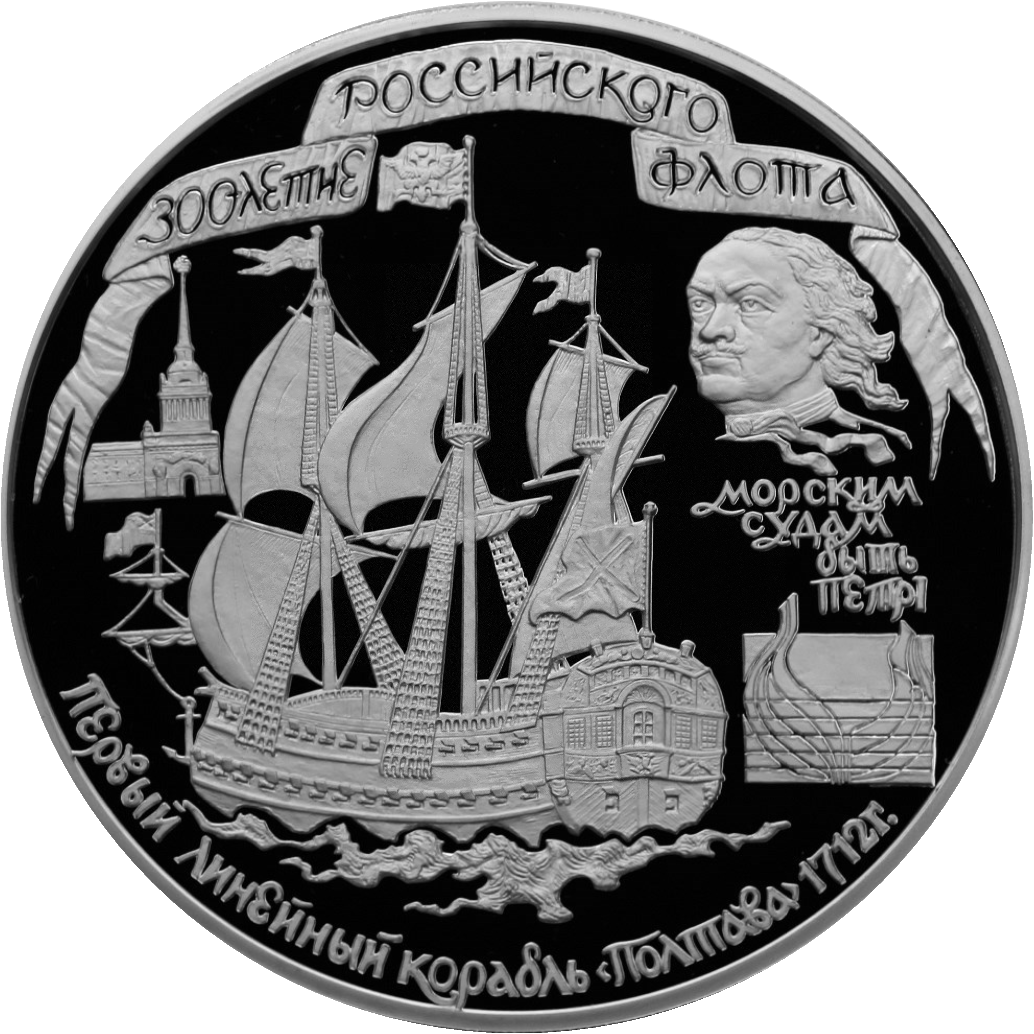
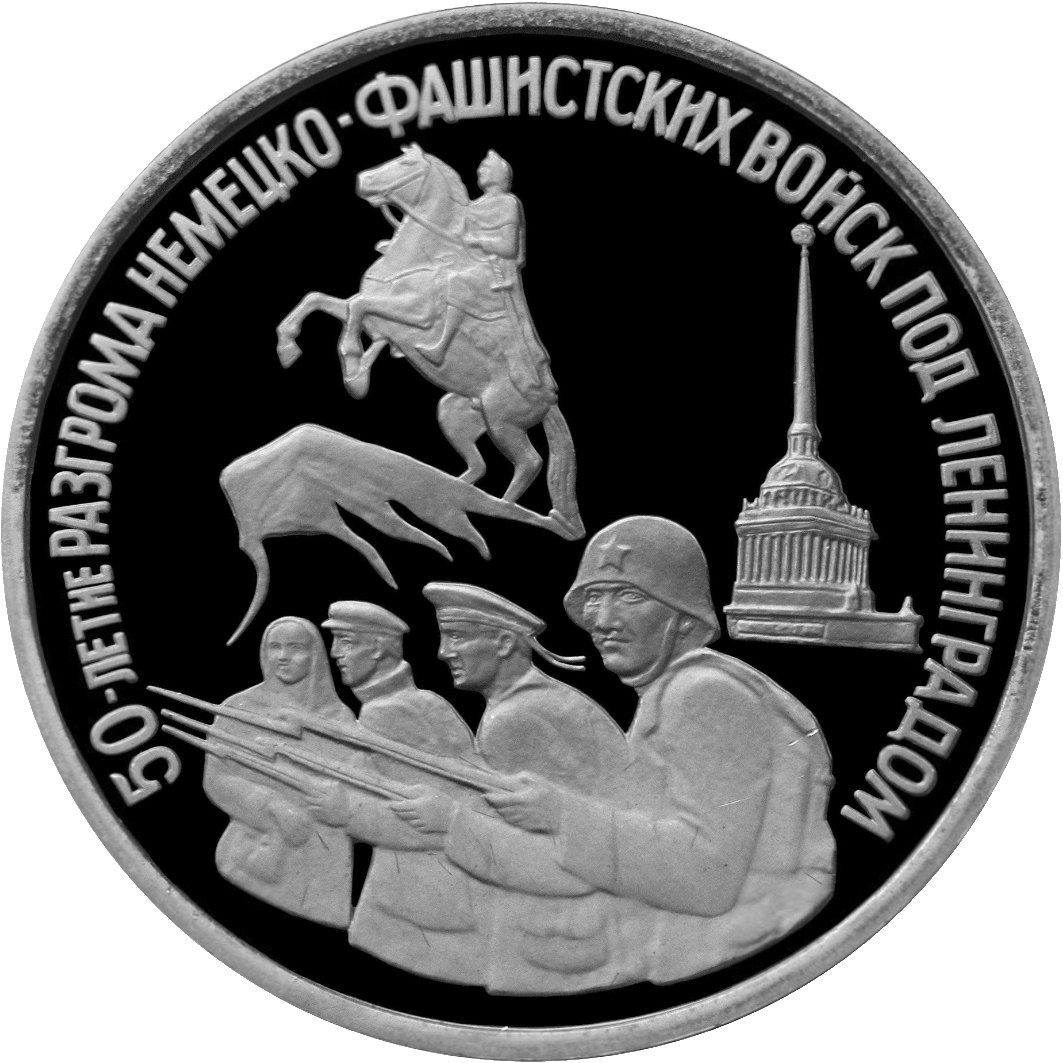
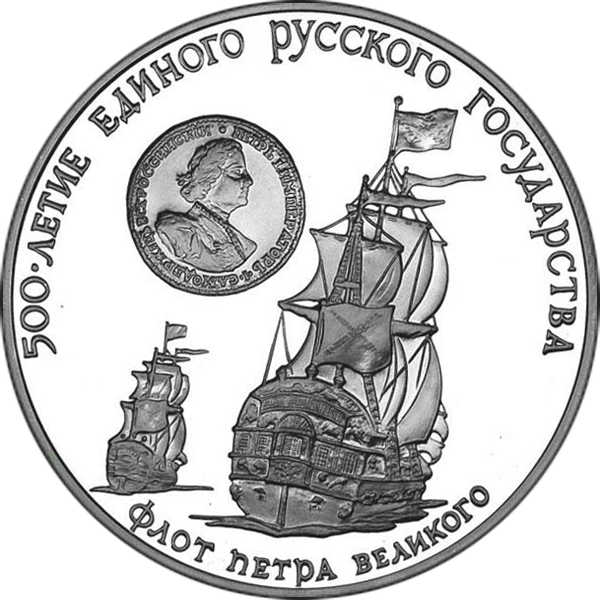
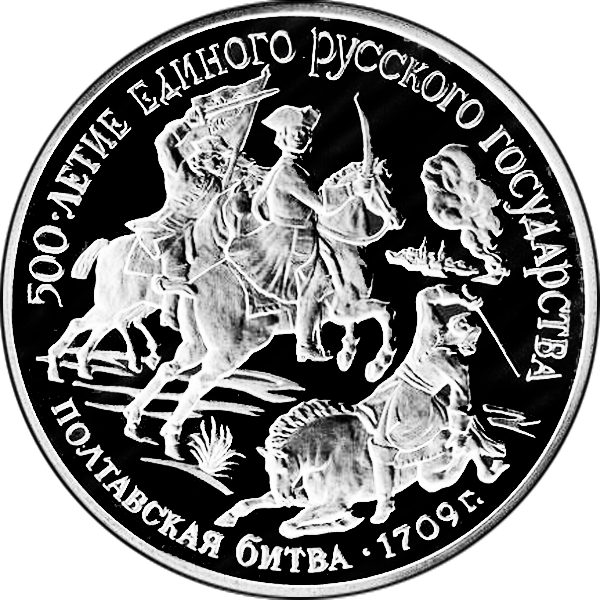
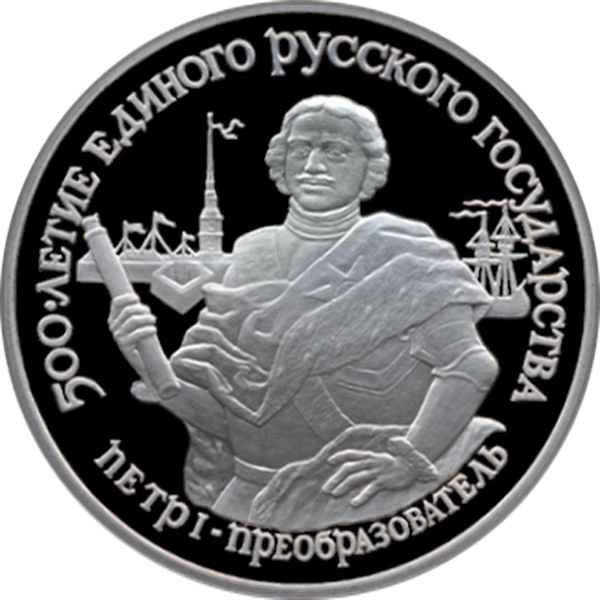
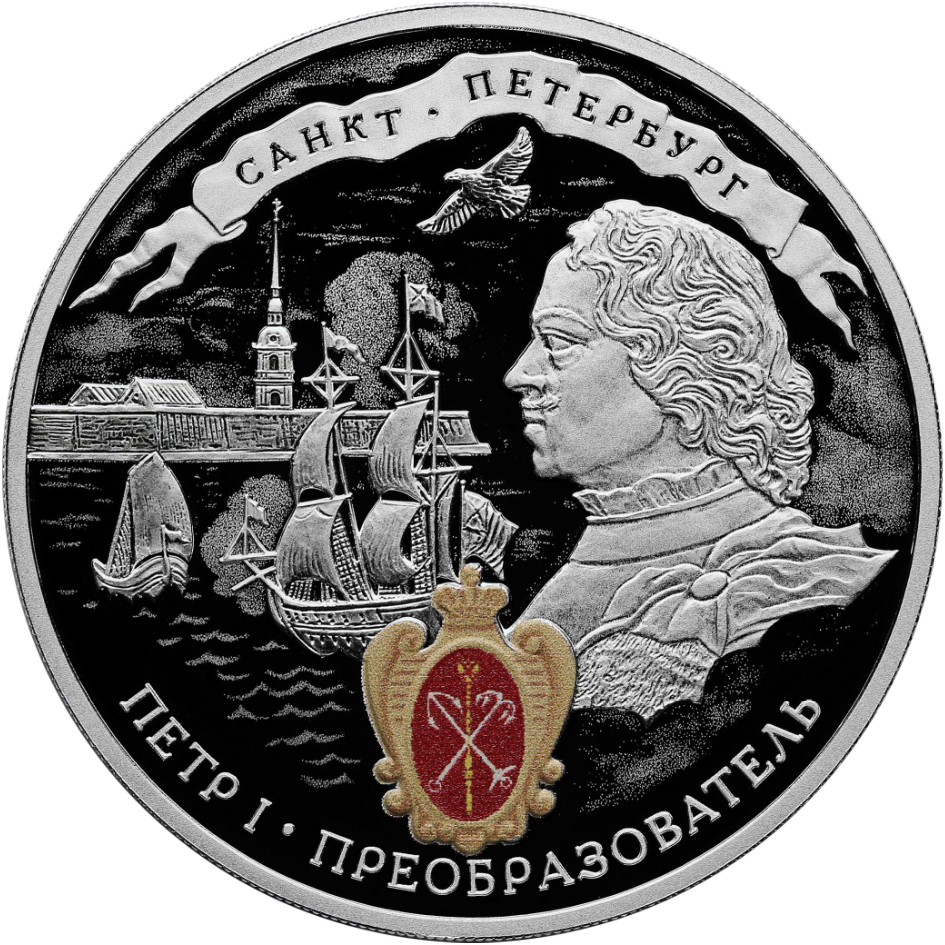
Монета Банка России, 2022 г. 3 рубля, серебро.
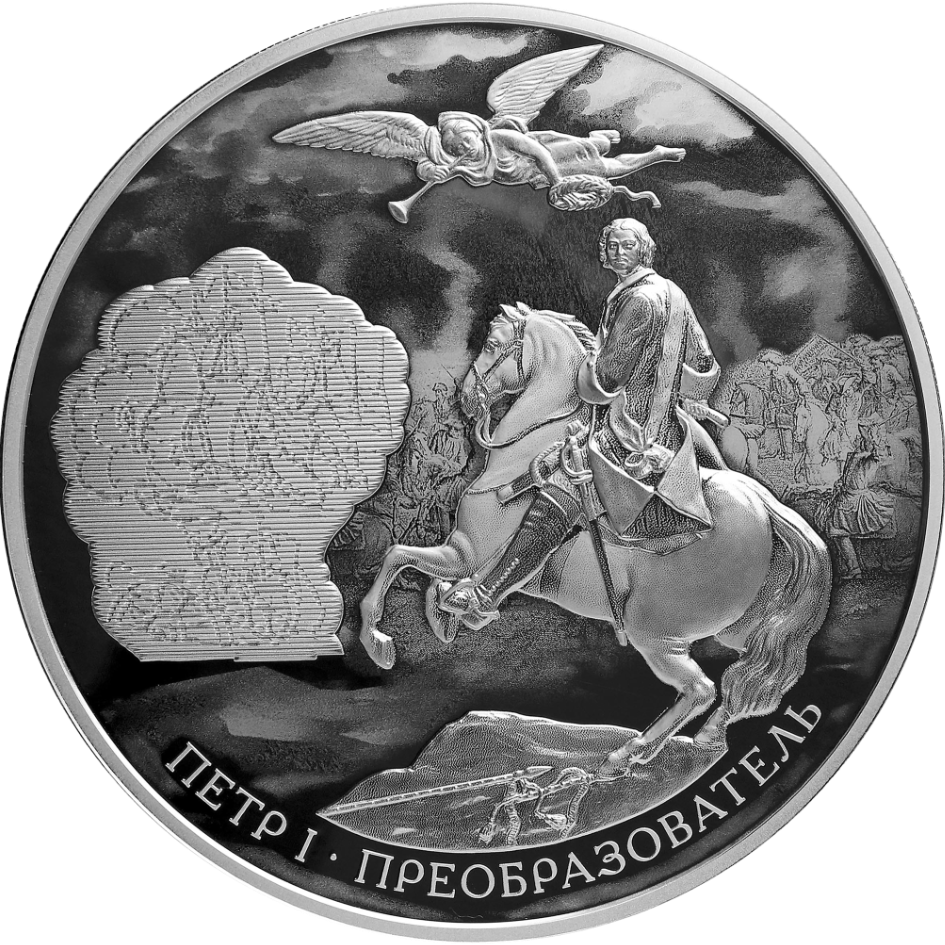
Монета Банка России, 2022 г. 100 рублей, серебро.
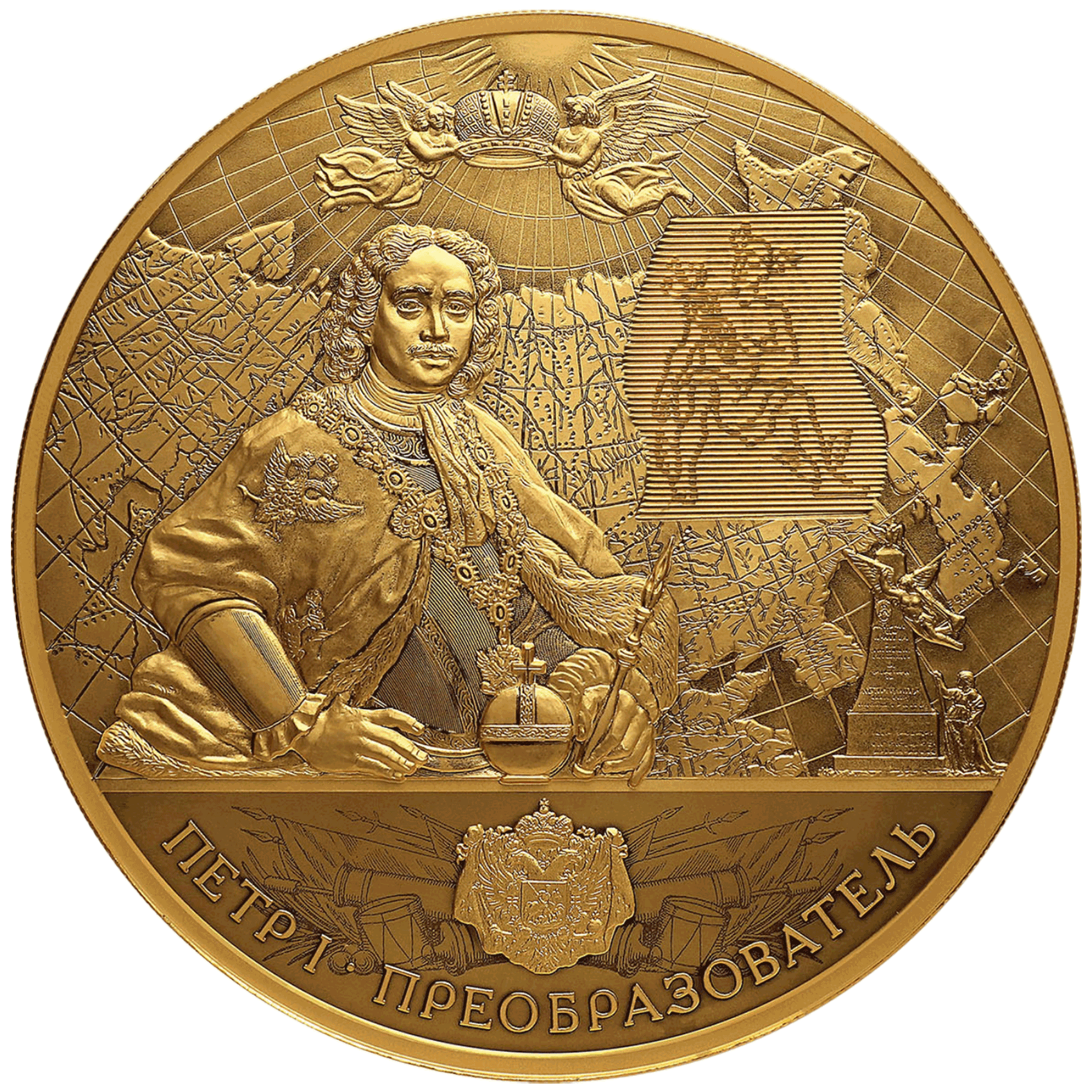
Монета Банка России, 2022 г. 10 000 рублей, 2022 г., золото.

### На марках и конвертах

Почтовые марки
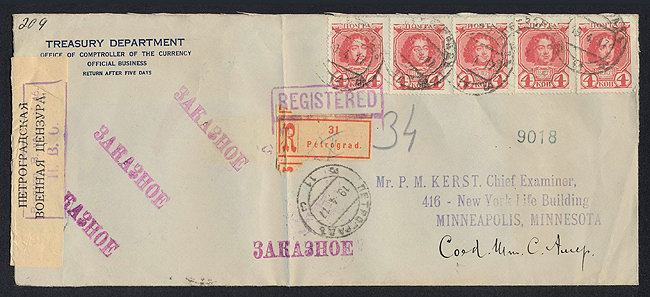
Российская империя
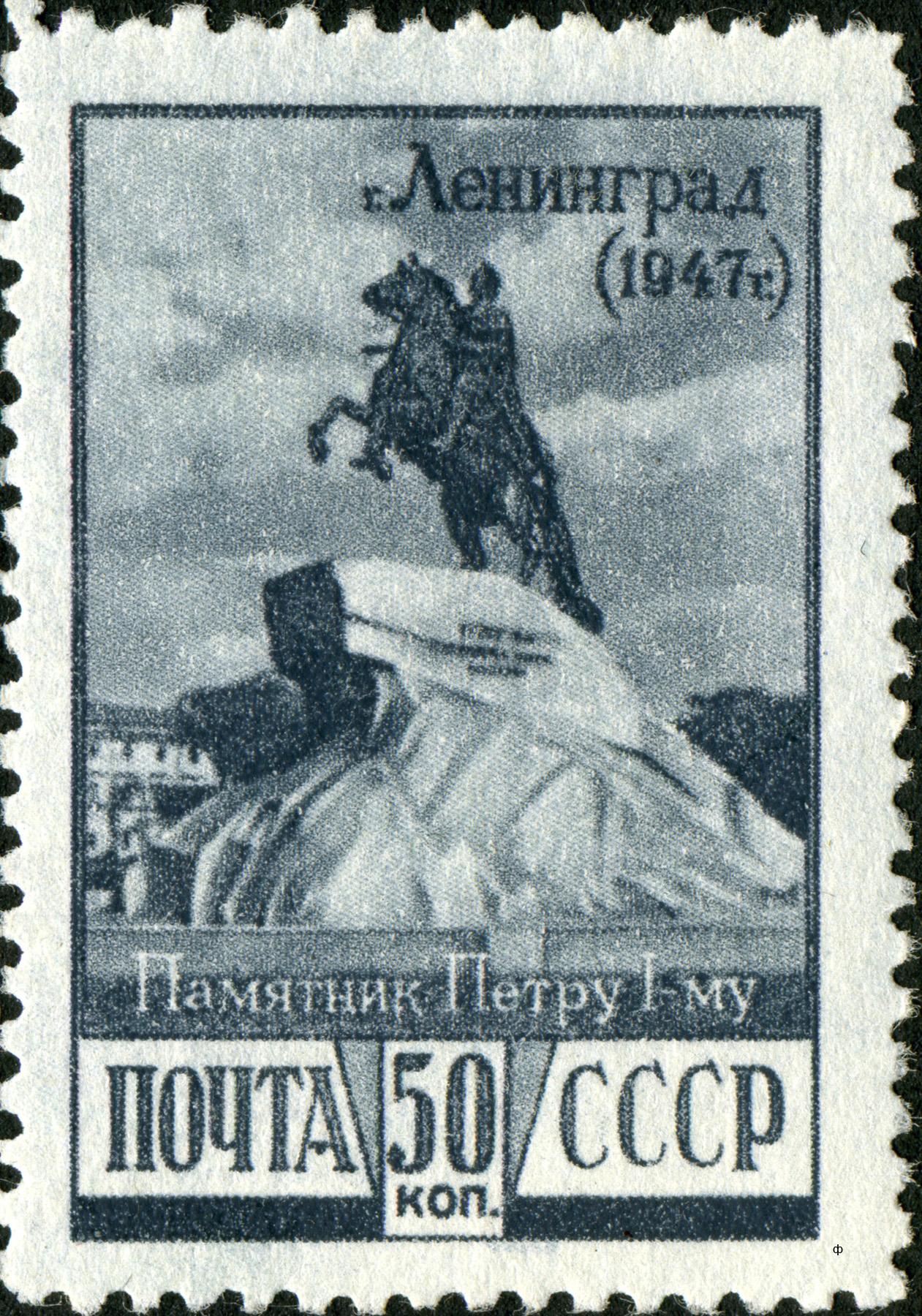
СССР, 1948 год
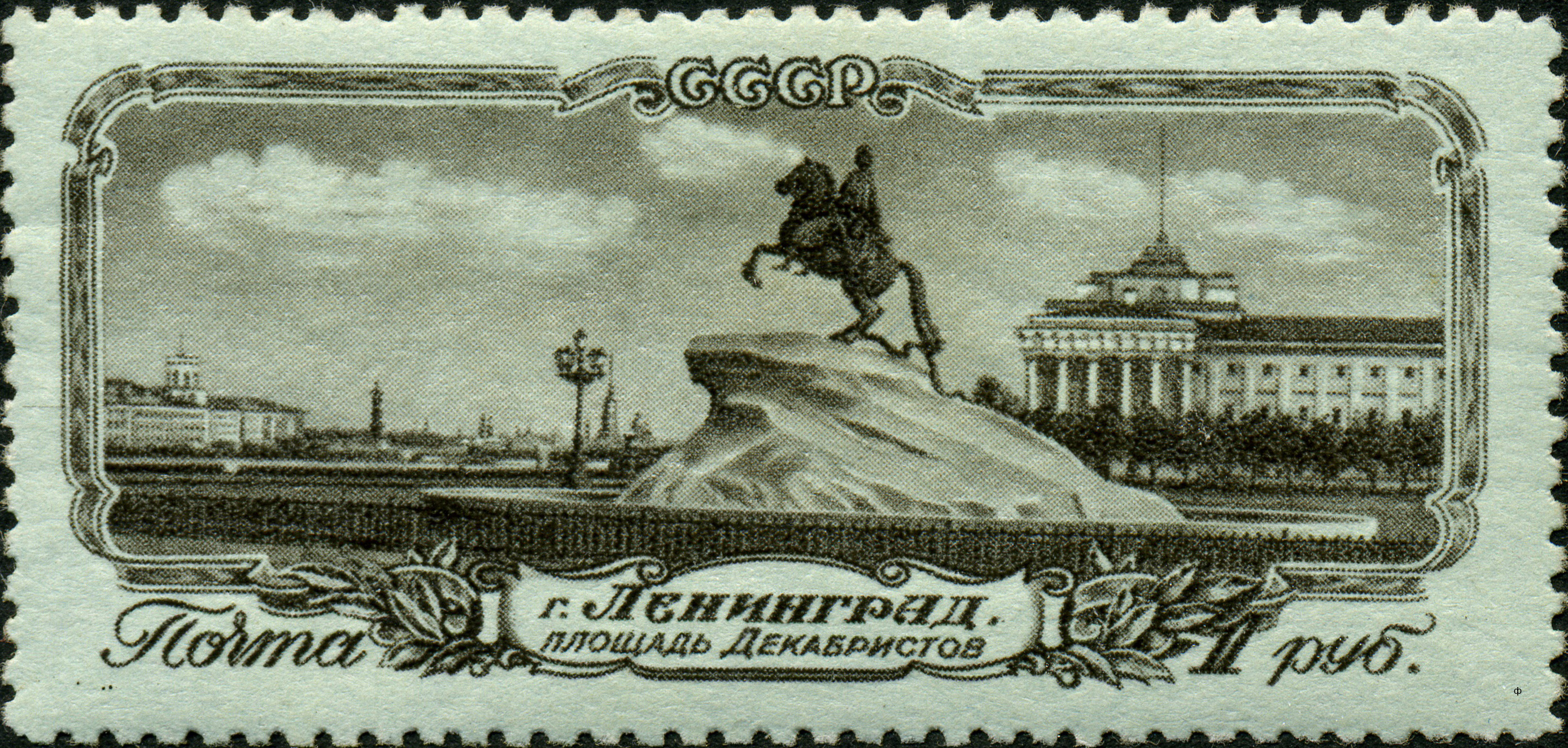
СССР, 1953 год
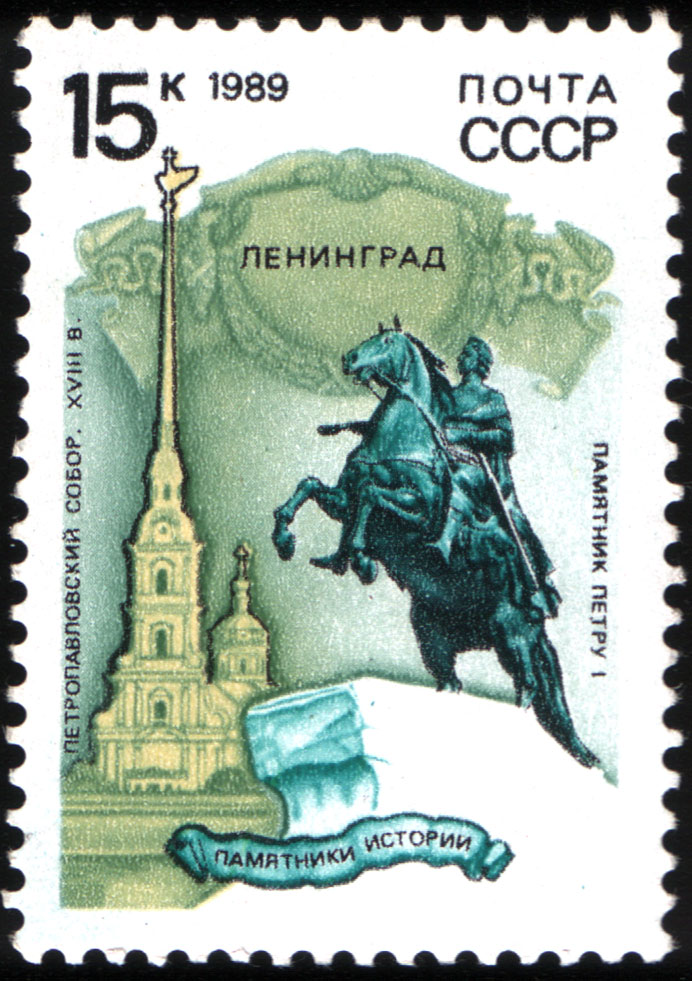
СССР, 1989 год
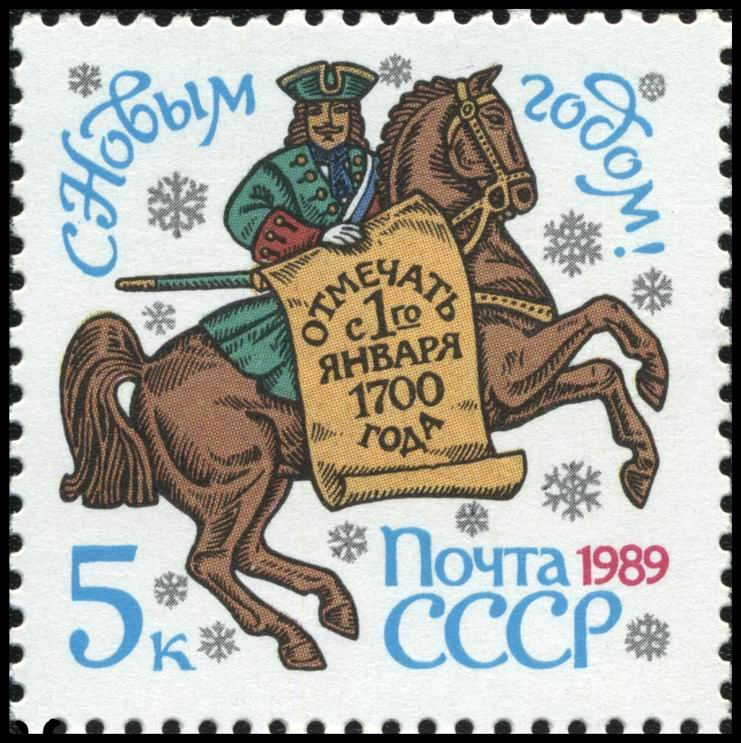
СССР, 1989 год
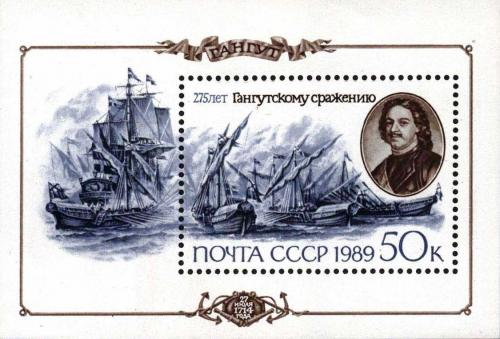
СССР, 1989 год: 275 лет Гангутскому сражению
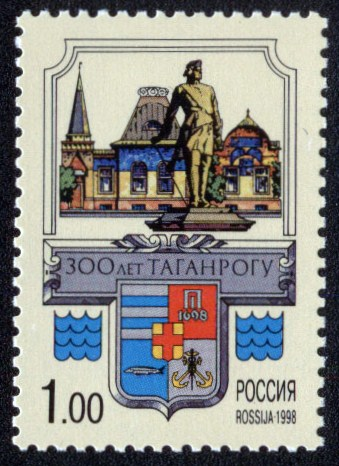
Россия, 1998 год: 300 лет Таганрогу
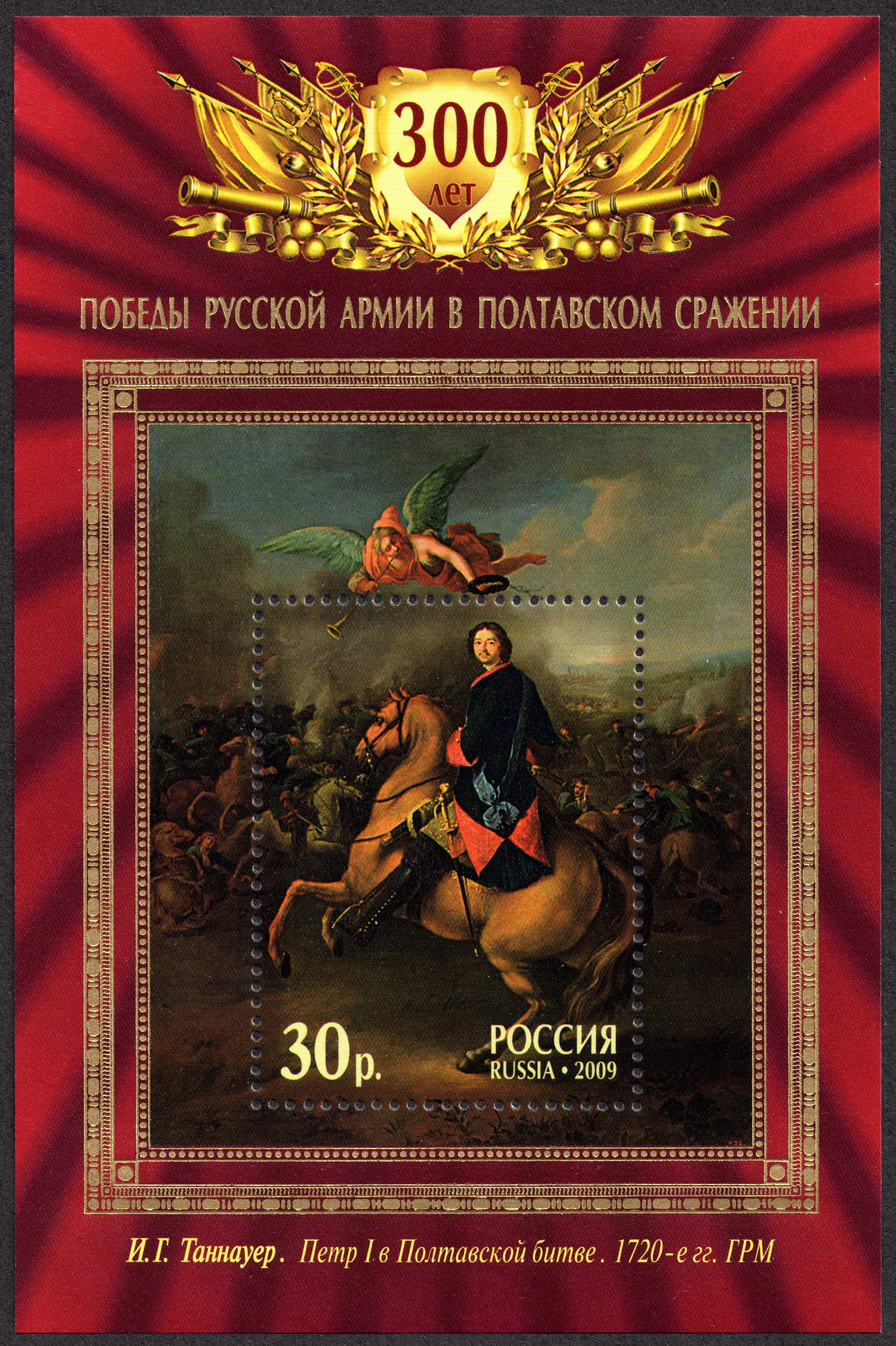
Россия, 2009 год: 300 лет победы в полтавской битве
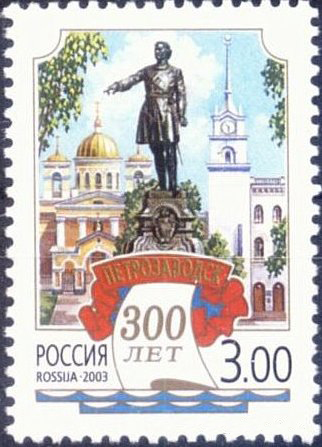
Россия, 2003 год: 300 лет Петрозаводску
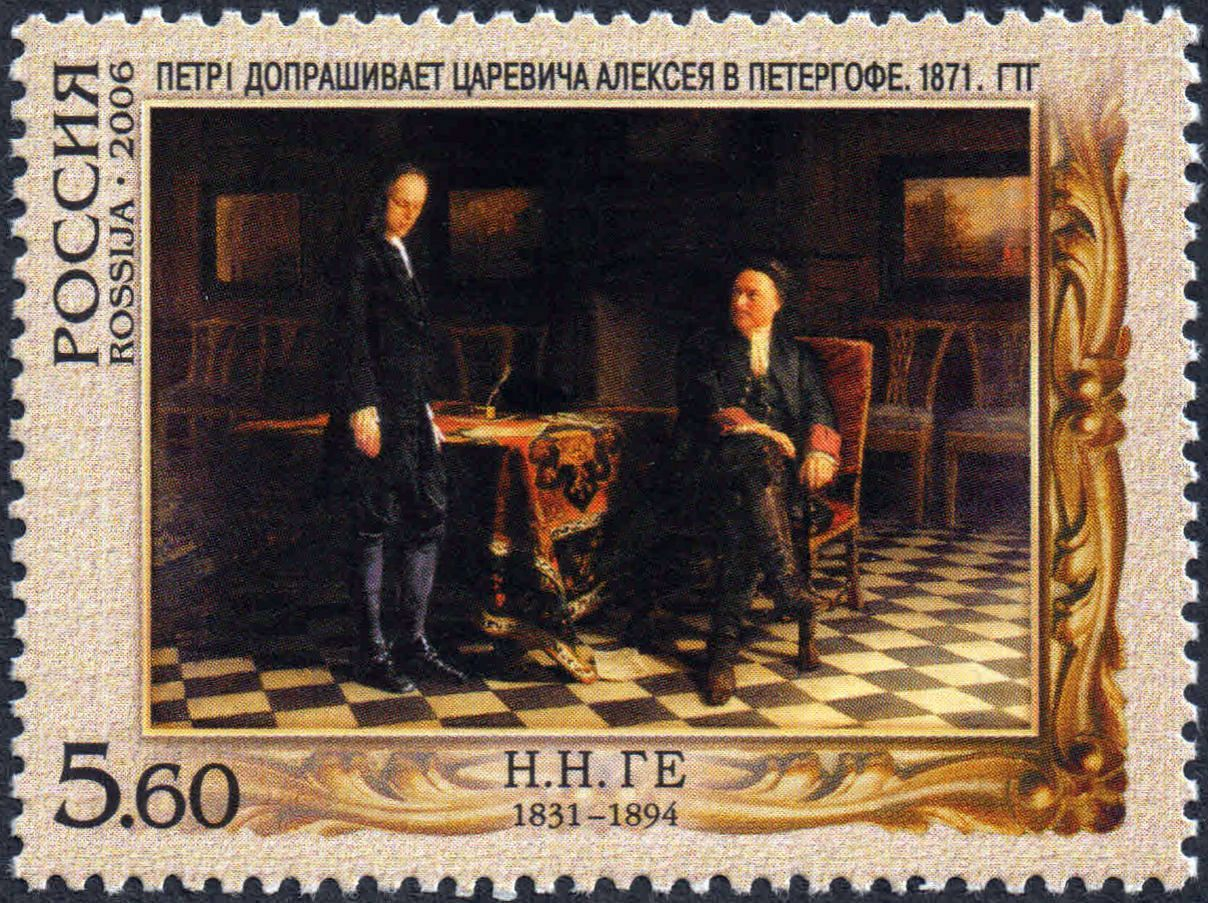
Россия, 2006 год: картина Николая Ге «Петр I допрашивает царевича Алексея в Петергофе»
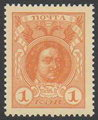
Марка Российской Империи, 1916 г.
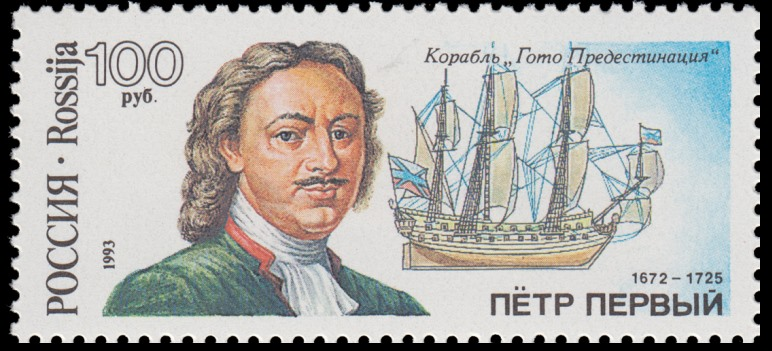
Почта России, 1993 г.
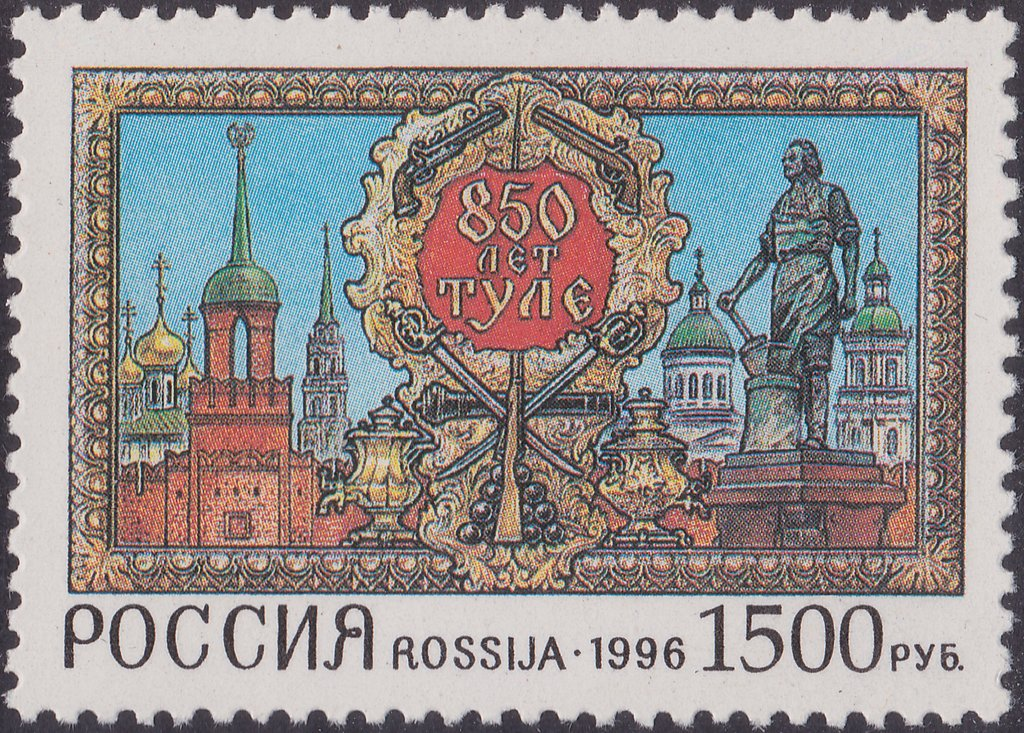
Почта России, 1996 г. Памятник Петру I в Туле.
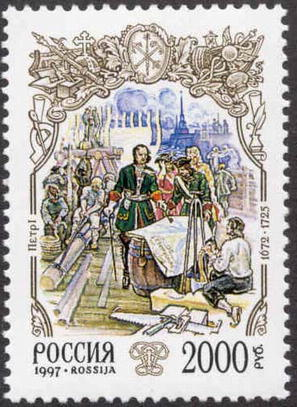
Марка России 1997 г.
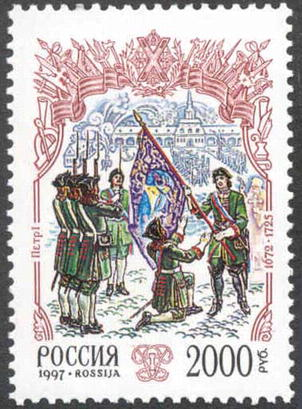
Марка России 1997 г.
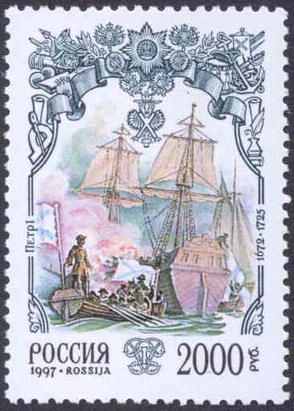
Марка России 1997 г.
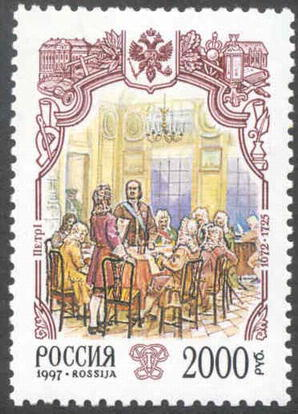
Марка России 1997 г.
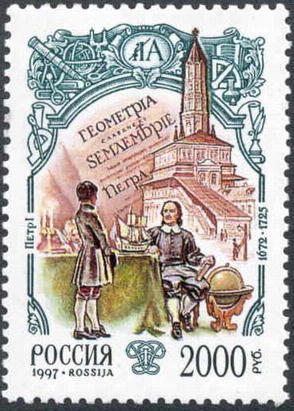
Марка России 1997 г.
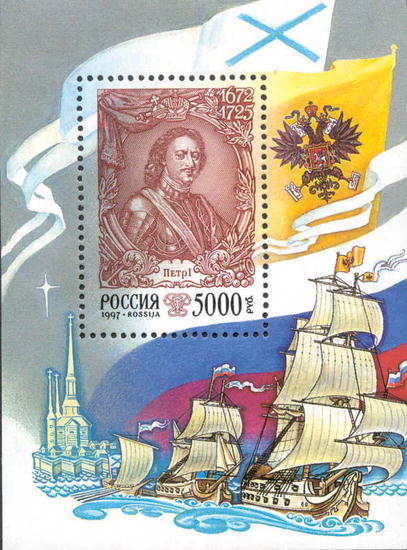
Почтовый блок России 1997 г.
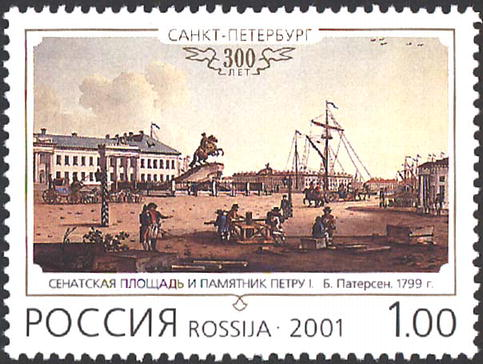
Марка России 2001 г.
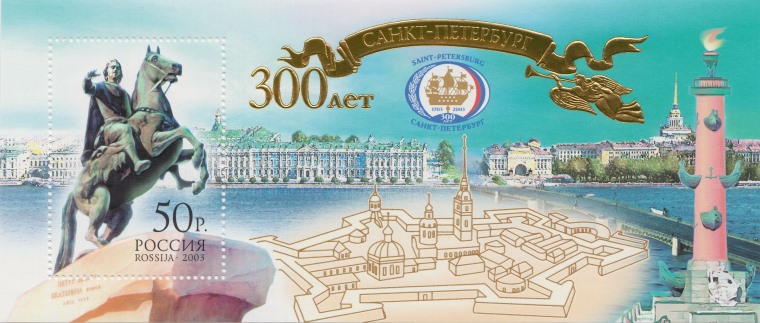
Почтовый блок России, 2003 г.
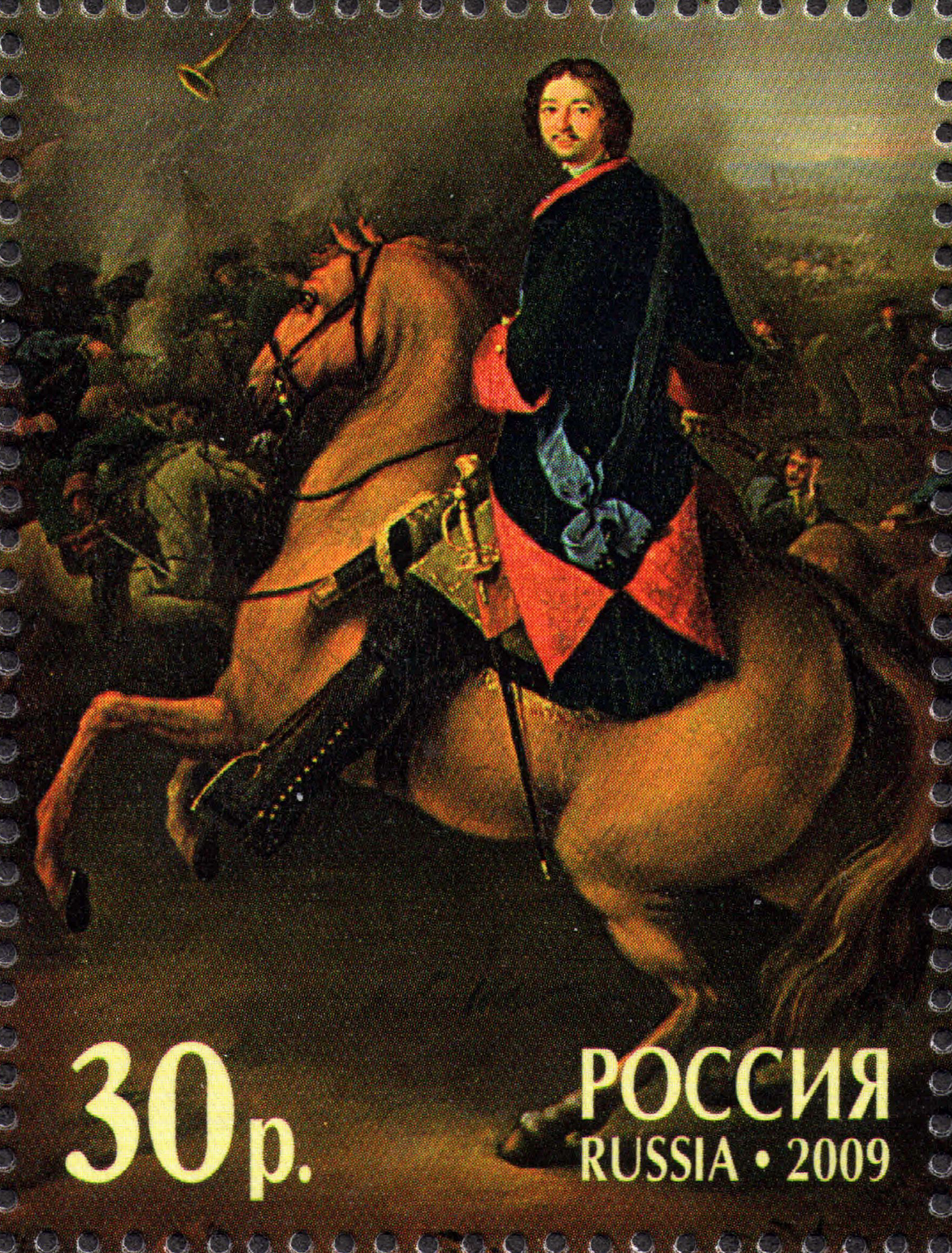
Марка России, 2009 г.
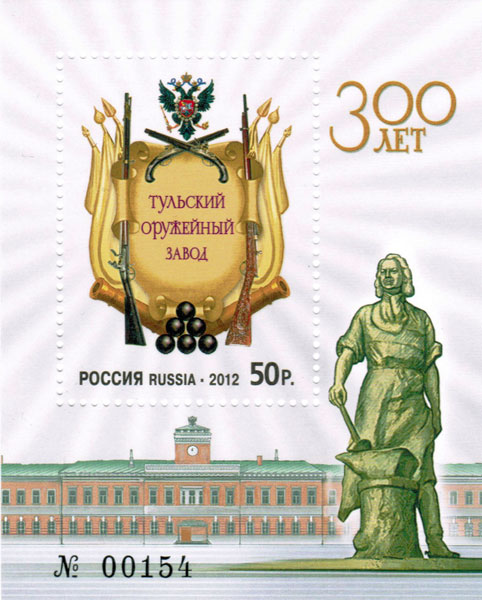
Марка России 2012 г. Памятник Петру I.
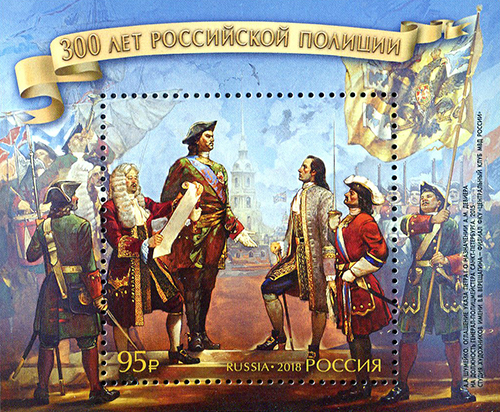
Почта России. 2018 г.
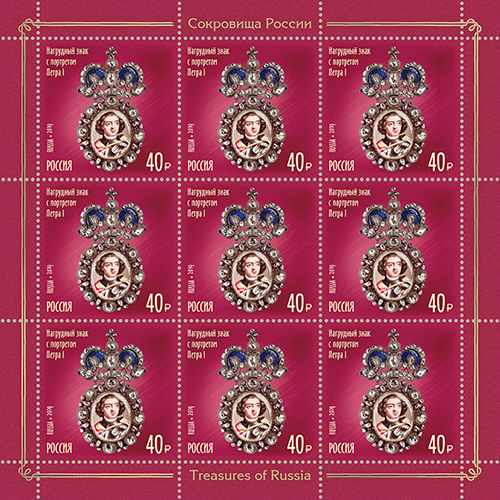
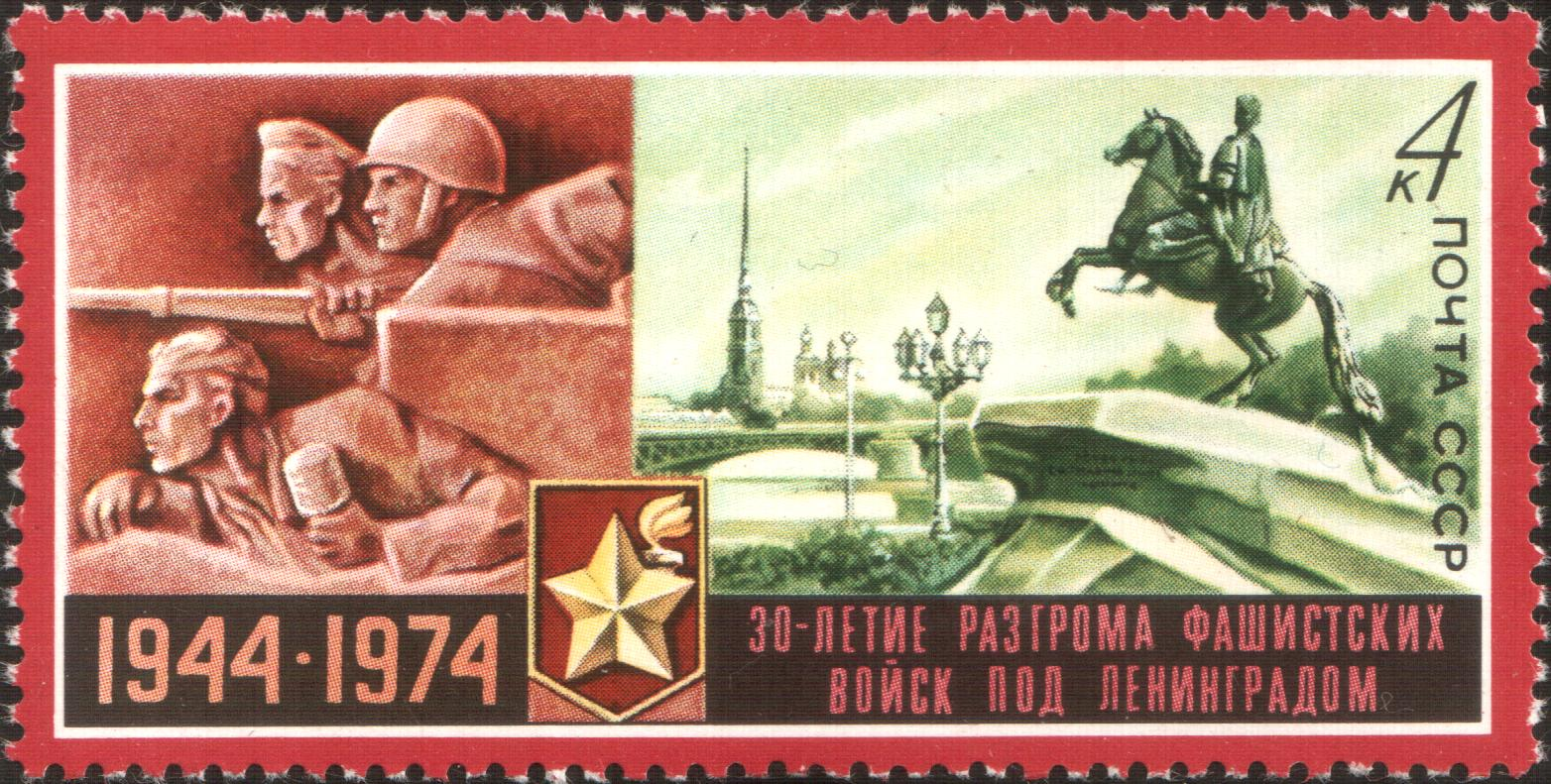
Почта СССР, 1974 г.
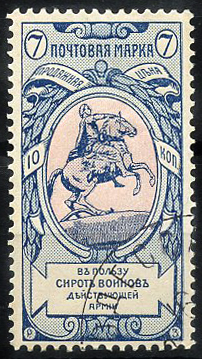
Марка России, 1904 г. № 58.
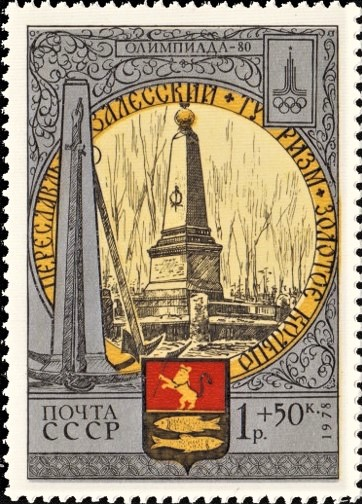
Почтовая марка СССР, 1978 г. Переславль-Залесский. Памятник Петру I в музее-ансамбле «Ботик».
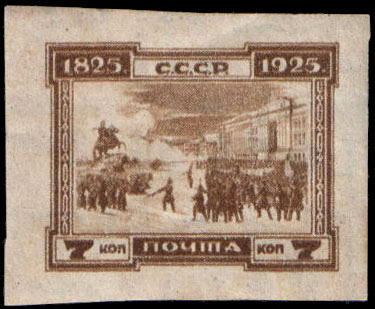
Почта СССР, 1925 г.
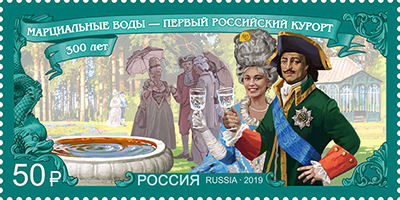
Почта России, 2019 г. 300 лет первому российскому курорту «Марциальные Воды».
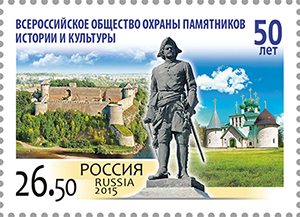
Почта России, 2015 г. На марке изображены Ивангородская крепость, Памятник Петру I (скульптор М. М. Антокольский), Подворье Троице-Сергиевой Лавры «Куликово поле»
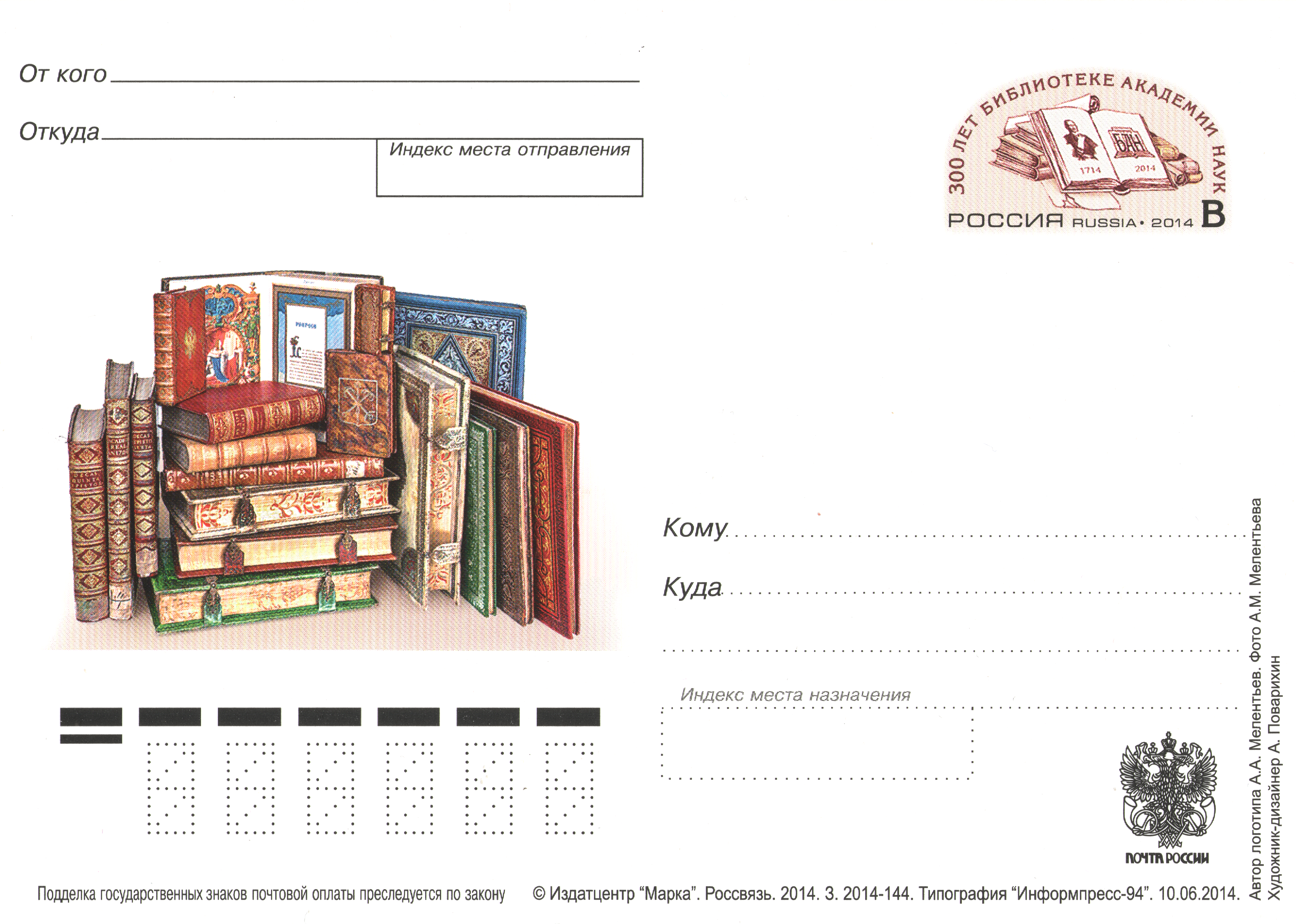
Почтовая карточка с оригинальной маркой, 2014 г. на которой изображен Петр I.
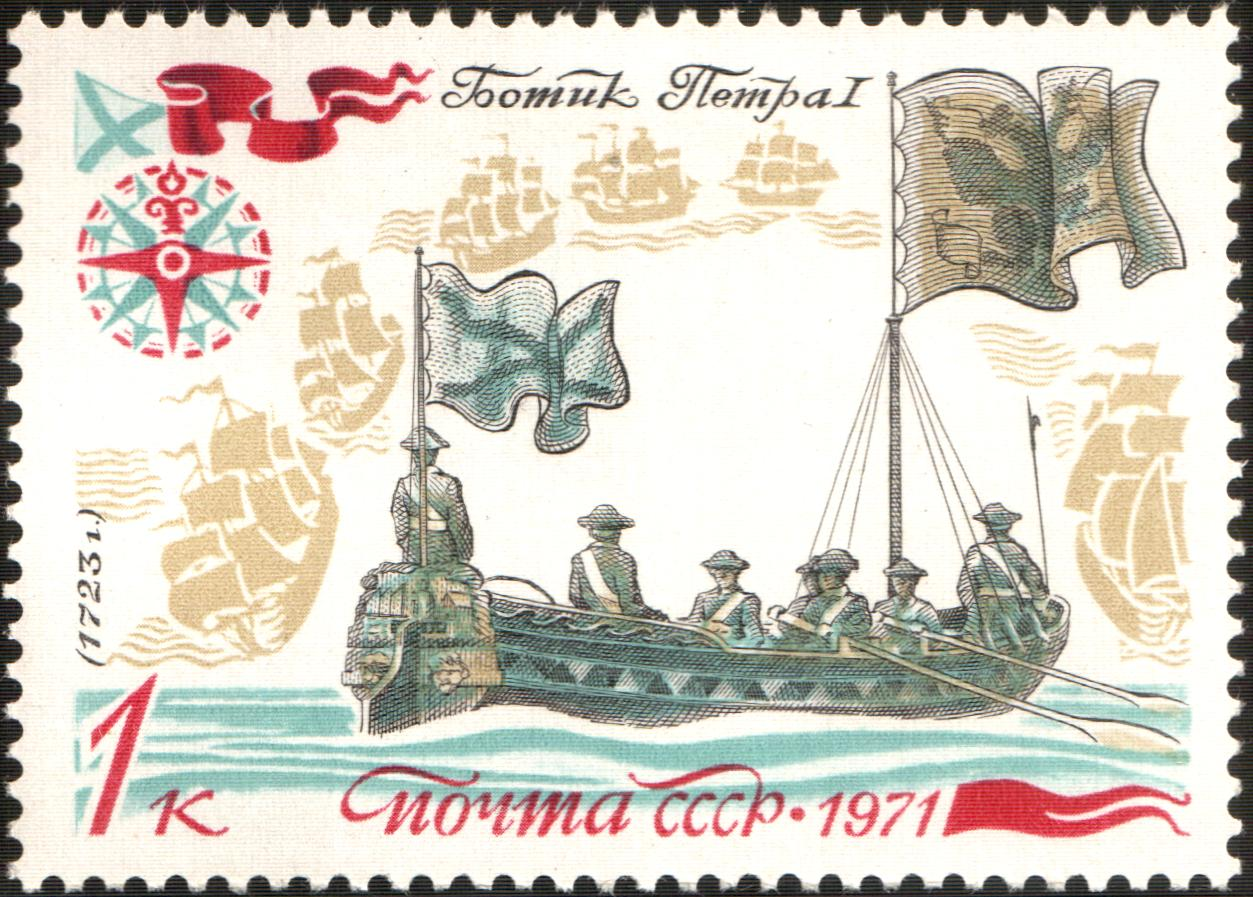
Почта СССР, 1971 г. Ботик Петра I.
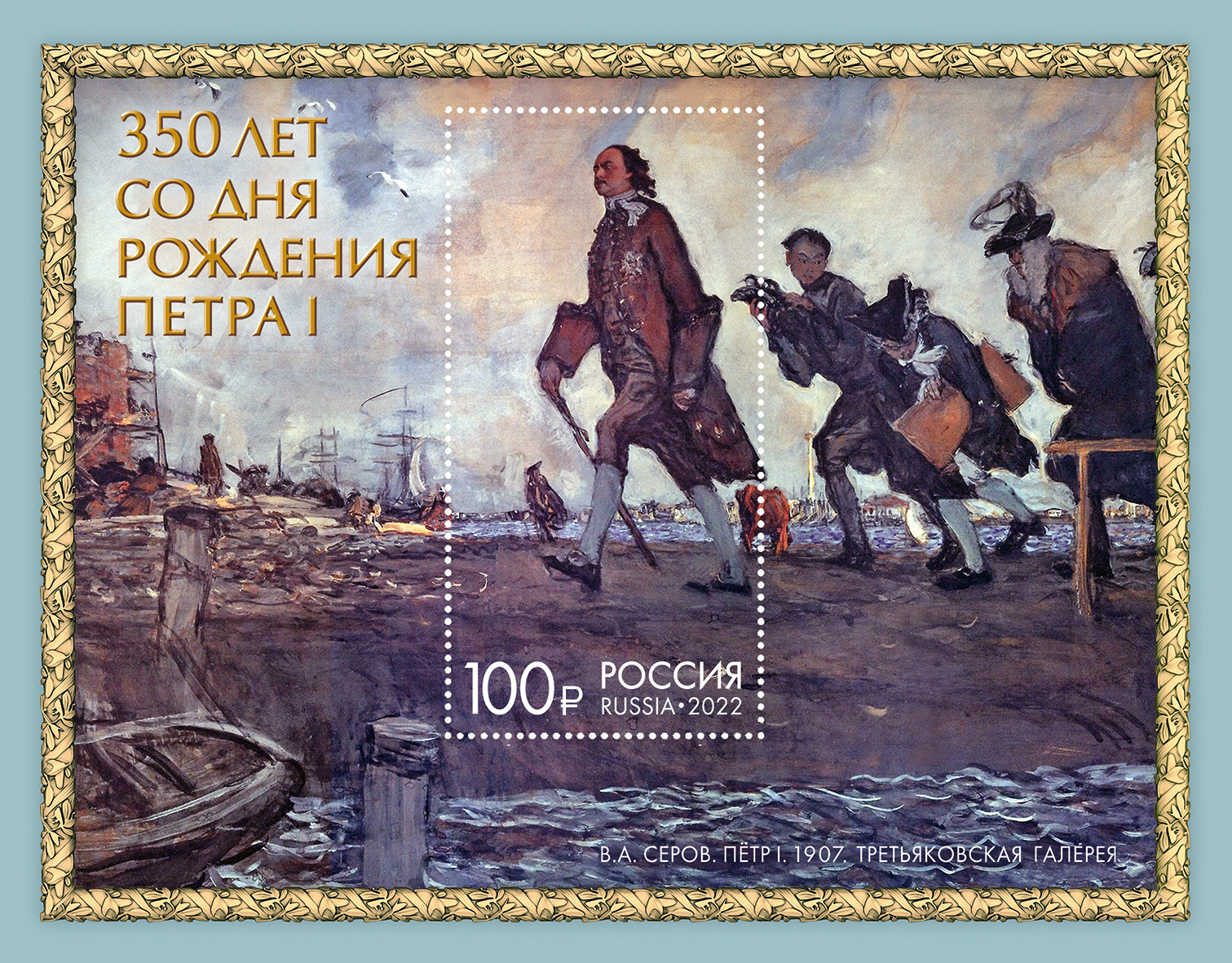
Почтовый блок России 2022 года — 350 лет со дня рождения Петра I (1672—1725), государственного деятеля

В 2011 году к 425-летию Воронежа Почта России выпустила конверт с изображением памятника Петру I в Петровском сквере.